# Bataille du golfe de Riga
Première Guerre mondiale
Batailles
- Blocus allié de l'Allemagne
- Odensholm (08-1914)
- 1re Heligoland (08-1914)
- Action du 22 septembre 1914
- Falklands (12-1914)
- Dogger Bank (01-1915)
- Gotland (07-1915)
- Golfe de Riga (08-1915)
- Yarmouth et Lowestoft (04-1916)
- Jutland (05-1916)
- Funchal (12-1916)
- Combat entre le Leopard et le HMS Achilles
- Pas-de-Calais (04-1917)
- Combat entre le HMAS Sydney et le LZ92
- Détroit de Muhu (10-1917)
- 2e Heligoland (11-1917)
- Croisière de glace (02/03-1918)
- Zeebruges (04-1918)
- 1er Ostende (04-1918)
- 2e Ostende (05-1918)
- Sabordage allemand à Scapa Flow (06-1919)

Bataille de la mer Noire
- 12 octobre 1914
- Odessa (10-1914)
- Novorossiisk
- Feodosia
- Cap Sarytch
- île Kirpen (1re)
- île Kirpen (2e)

Front d'Europe de l'Ouest
Front italien
Front d'Europe de l'Est
Front des Balkans
Front africain
Front du Moyen-Orient
La bataille du Golfe de Riga est une opération navale de la Première Guerre mondiale menée par la Hochseeflotte de la Kaiserliche Marine contre la Flotte de la Baltique dans le Golfe de Riga en mer Baltique en août 1915. L'objectif de l'opération était de détruire les forces navales russes dans le golfe afin de faciliter la chute de Riga à l'armée allemande lors des étapes ultérieures de l'offensive des puissances centrales sur le front de l'Est en 1915. La flotte allemande, toutefois, n'a pas réussi à atteindre son objectif et a été contrainte de retourner à ses bases ; Riga est restée aux mains des Russes jusqu'à ce qu'elle tombe finalement aux mains des Allemands le 1er septembre 1917.

## Prélude
Au début du mois d'août 1915, plusieurs unités de la Hochseeflotte sont transférées en mer Baltique afin de participer à l'incursion dans le golfe de Riga. L'objectif était de détruire les forces navales russes dans la région, y compris le cuirassé pré-dreadnought Slava et d'utiliser le mouilleur de mines Deutschland afin de bloquer l'entrée du golfe avec des mines. Les forces navales allemandes, sous le commandement du vice-amiral Hipper, comprenaient les quatre navires de classe Nassau et quatre cuirassés de classe Helgoland, ainsi que les croiseurs SMS Moltke, Von der Tann et Seydlitz, et un certain nombre de petites embarcations.

## Ordre de bataille

### Empire russe
- Cuirassés : Slava ;
- Canonnières : Grozyachtchiy, Khrabry, Sivoutch, Koreïets ;
- Mouilleur de mines : Amour ;
- Flottille de 16 contre-torpilleurs.

### Empire allemand
- Cuirassés : Nassau, Posen, Braunschweig, Elsass ;
- Croiseur de bataille : Moltke ;
- Croiseurs : Augsburg, Bremen, Graudenz, Pillau, Roon, Prinz Heinrich ;
- Flottille de 56 contre-torpilleurs.

## Déroulement de la bataille

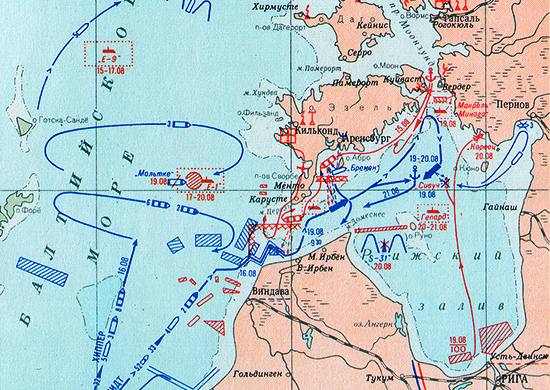
Théâtre de guerre dans le golfe de Riga 3 (16) - 8 (21) août 1915 Schéma.

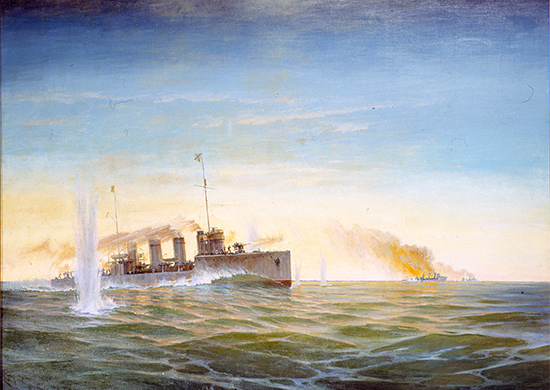
La bataille du contre-torpilleur "Novik" avec les contre-torpilleurs allemands "V-99" et "V-100" dans le golfe de Riga le 4 (17) août 1915. Artiste G.V. Gorchkov.

Le 8 août, les cuirassés Braunschweig et Elsass pénètrent dans le golfe tandis que les dragueurs de mines frayent un chemin à travers le champ de mines russe. Pendant ce temps, le reste de la flotte allemande est restée dans la Baltique, prête à affronter les unités de la flotte russe. Toutefois, l'approche de la tombée de la nuit signifiait que le Deutschland ne serait pas en mesure de nettoyer l'entrée du golfe à temps, et donc l'opération est interrompue.
Par ailleurs, les croiseurs Roon et Prinz Heinrich attaquent les positions russes au large de l'île Ösel. Plusieurs contre-torpilleurs russes y étaient ancrés, et un sera légèrement endommagé. Le SMS Von der Tann et le croiseur léger Kolberg ont pour ordre de sécuriser l'île de Utö de toute présence navale russe.
Le 16 août, une deuxième tentative est réalisée pour entrer dans le golfe. Les dreadnoughts Nassau et Posen, ainsi que quatre croiseurs légers et 31 torpilleurs percent les défenses russes dans le golfe. Le dragueur de mines T 46 et le contre-torpilleur V-99 sont toutefois coulés. Le 17 août, le Nassau et le Posen s'engagent dans un duel d'artillerie avec le Slava, qui sera touché trois fois et forcé à faire demi-tour. Après trois jours de combat, les champs de mines russes avaient été nettoyés, et la flottille allemande entra dans le golfe le 19 août, mais les rapports des sous-marins alliés (principalement du Royaume-Uni) dans la région a incité les Allemands à se retirer du golfe le jour suivant.
Tout au long de l'opération, les croiseurs de bataille allemands sont restés dans la mer Baltique afin de couvrir l'assaut des autres navires de la Hochseeflotte dans le golfe de Riga. Dans la matinée du 19 août, le Moltke est torpillé par le sous-marin britannique E1. L'explosion endommage la salle des torpilles du navire. 8 marins sont tués et 435 tonnes d'eau pénètrent dans le navire. Il sera réparé à Blohm & Voss à Hambourg, entre le 23 août et 20 septembre 1915.